# دفتر خاطرات ۰۰۱
خاطرات ۰۰۱ (به انگلیسی: Diary 001) نخستین آلبوم چندآهنگهٔ انفرادی از خواننده-ترانه‌پرداز آمریکایی کلرو می‌باشد. این اثر دوازدهمین آلبوم چندآهنگهٔ او به‌شمار می‌رود، که بعد از چند دمو و همکاری با نام کلر کاتریل منتشر شده‌است. این ئی‌پی در ۲۵ مهٔ سال ۲۰۱۸ از سوی فیدر لیبل منتشر گردید.